# Alterbach
Alterbach är ett vattendrag i Österrike.   Det ligger i förbundslandet Salzburg, i den centrala delen av landet, 250 kilometer väster om huvudstaden Wien.
Runt Alter Bach är det i huvudsak tätbebyggt. Runt Alter Bach är det ganska tätbefolkat, med 116 invånare per kvadratkilometer.